# Dobroteasa
Dobroteasa – wieś w Rumunii, w okręgu Aluta, w gminie Dobroteasa. W 2011 roku liczyła 1164 mieszkańców.